# La Chaise-Baudouin
La Chaise-Baudouin település Franciaországban, Manche megyében. Lakosainak száma 443 fő (2022. január 1.). La Chaise-Baudouin La Trinité, Chérencé-le-Héron, Notre-Dame-de-Livoye, Saint-Georges-de-Livoye, Saint-Jean-du-Corail-des-Bois, Saint-Nicolas-des-Bois, Le Parc és Tirepied-sur-Sée községekkel határos.

## Népesség
A település népességének változása:
| Lakosok száma | 486  | 452  | 439  | 423  | 495  | 489  | 471  | 465  | 460  | 443  |
|               | 1968 | 1982 | 1990 | 2006 | 2013 | 2015 | 2017 | 2019 | 2020 | 2022 |